# Have Yourself a Meaty Little Christmas
Have Yourself a Meaty Little Christmas è un album pubblicato nel 2009 come derivato della serie animata televisiva Aqua Teen Hunger Force. L'album è stato pubblicato il 3 novembre 2009 sul sito di Adult Swim, sotto l'etichetta discografica Williams Street Records.

## Tracce
1. Feliz Navidad – 2:25
2. Hark! The Herald Angels Rap – 3:01
3. Jingle Bells Deep – 1:32
4. Santa Left a Booger in My Stocking – 3:25
5. I'll Be Home for Christmas – 2:17
6. Twas the Night Before Jesus – 4:29
7. Frosty the Red-Nosed Snowman – 1:29
8. I Sure Hope I Don't Have to Beat Your Ass This Christmas – 5:08
9. The Little Drum Machine Boy – 2:41
10. All I Want for Christmas Is My One Front Tooth – 3:17
11. O Holy Tonight! – 2:09
12. Silent Night – 3:23
13. [Untitled] – 1:24